# Rodrigo Vergilio
Rodrigo Vergilio (nacido el 13 de abril de 1983) es un futbolista brasileño que se desempeñaba como delantero.
Jugó para clubes como el Noroeste, Ventforet Kofu, Thespa Kusatsu, Cerezo Osaka, Shonan Bellmare, Al Nasr, Al-Kuwait, Al-Nasr, Al-Shaab, Náutico, Navy y Chonburi.

## Trayectoria

### Clubes
| Club              | País                   | Año         |
| ----------------- | ---------------------- | ----------- |
| Matonense         | Brasil                 | 2002        |
| Noroeste          | Brasil                 | 2003        |
| Ventforet Kofu    | Japón                  | 2004        |
| Flamengo          | Brasil                 | 2004        |
| São Bernardo      | Brasil                 | 2005        |
| Grêmio Barueri    | Brasil                 | 2006        |
| Comercial         | Brasil                 | 2007        |
| Thespa Kusatsu    | Japón                  | 2007        |
| Cerezo Osaka      | Japón                  | 2008        |
| Shonan Bellmare   | Japón                  | 2008        |
| Al Nasr           | Kuwait                 | 2008 - 2009 |
| Al-Kuwait         | Kuwait                 | 2009 - 2011 |
| Al-Nasr           | Emiratos Árabes Unidos | 2011        |
| Qadsia            | Kuwait                 | 2011        |
| Al-Nasr           | Emiratos Árabes Unidos | 2011        |
| Al-Shaab          | Emiratos Árabes Unidos | 2012 - 2013 |
| Dubai CSC         | Emiratos Árabes Unidos | 2013 - 2014 |
| Náutico           | Brasil                 | 2014        |
| Dibba Al-Fujairah | Emiratos Árabes Unidos | 2014        |
| Navy              | Tailandia              | 2015        |
| Chonburi          | Tailandia              | 2016        |
| Navy              | Tailandia              | 2017 - 2018 |
| Suphanburi        | Tailandia              | 2018        |
| São Bernardo      | Brasil                 | 2018 -      |